# قائمة الزلازل في اليابان
- زلزال سانريكو 869
- زلزال كاماكورا 1293
- زلزال نانكاي 1498
- زلزال نانكاي 1605
- زلزال سانريكو 1611
- زلزال بوسو 1677
- زلزال غنروكو 1703
- زلزال هوي 1707
- تسونامي ياياما الكبير في 1771
- زلزال وتسونامي أونزين 1792
- زلزال زينكوجي 1847
- زلزال نانكاي 1854
- زلزال توكاي - آيتشي 1854
- زلزال إيدو 1855
- زلزال هيتسو 1858
- زلزال كوماموتو 1889
- زلزال مينو-أواري 1891
- زلزال طوكيو الميجية 1894
- زلزال سانريكو 1896
- زلزال جزيرة كيكاي 1911
- زلزال كانتو الكبير 1923
- زلزال كيتا تانغو 1927
- زلزال شمال إيزو 1930
- زلزال سانريكو 1933
- زلزال مياغي 1936
- زلزال توتوري 1943
- زلزال تونانكاي 1944
- زلزال ميكاوا 1945
- زلزال نانكايدو 1946[1]
- زلزال فوكوي 1948
- زلزال هوكايدو 1952
- زلزال جزر الكوريل 1963
- زلزال نيغاتا 1964
- زلزال هيوغا-نادا 1968
- زلزال توكاتشي 1968
- زلزال شبه جزيرة إزو 1974
- زلزال مياغي 1978
- زلزال بحر اليابان 1983
- زلزال أوتاكي 1984
- زلزال كوشيرو-أوكي 1993
- زلزال هوكايدو 1993
- زلزال سانريكو البحري 1994
- زلزال هانشين أواجي الكبير
- زلزال توتوري 2000
- زلزال غيو 2001
- زلزال هوكايدو 2003
- زلزال تشويتسو 2004
- زلزال فوكوكا 2005
- زلزال مياغي 2005
- زلزال جزر الكوريل 2006
- زلزال تشويتسو 2007
- زلزال جزر الكوريل 2007
- زلزال نوتو 2007
- زلزال إيواته-مياغي نايريكو 2008
- زلزال شيزوكا 2009
- زلزال وتسونامي توهوكو 2011
- زلزال فوكوشيما أبريل 2011
- زلزال مياغي أبريل 2011
- زلزال تشيبا 2012
- زلزال كامايشي 2012
- زلازل كوماموتو 2016
- زلزال فوكوشيما 2016
- زلزال أوساكا 2018
- زلزال إيبوري الشرقية في هوكايدو 2018
- زلزال ياماغاتا 2019
- زلزال فوكوشيما 2021
- زلزال مياغي (2021)
- زلزال إيشيكاوا (2024)[2][3]